# トニー・ポラード
トニー・ランドール・ポラード（Tony Randall Pollard, 1997年4月30日 - ）は、アメリカ合衆国テネシー州メンフィス出身のプロアメリカンフットボール選手。NFLのテネシー・タイタンズに所属している。ポジションはランニングバック。

## 経歴

### カレッジ
メンフィス大学での3年間で106回のキャリーで1,153ヤード、6ラン獲得タッチダウン、137回のキャッチで1,080ヤード、12レシーブ獲得タッチダウンを記録した。
また、AAC最優秀スペシャルチーム選手賞に2016年、2017年と2年連続で選ばれた。2018年シーズン終了後、2019年のNFLドラフトにエントリーすることを発表した。

### ダラス・カウボーイズ
| 5 ft 11+5⁄8 in (182 cm)     | 210 lb (95 kg) | 30 in (76 cm) | 9+1⁄2 in (24 cm) | 4.52 s | 1.58 s | 2.63 s | 35 in (89 cm) | 10 ft 1 in (3.07 m) | 13 回 |
| All values from NFL Combine |                |               |                  |        |        |        |               |                     |       |

ドラフト全体128位でダラス・カウボーイズから指名された。

#### 2019年シーズン
レギュラーシーズン第1週のニューヨーク・ジャイアンツ戦でNFLデビューを果たした。第3週のマイアミ・ドルフィンズ戦では、13キャリーで103ヤード、1タッチダウンを記録し、キャリア初の100ヤード越えとなった。
最終的に2019年シーズンは、86回のキャリーで455ラン獲得ヤード、2ラン獲得タッチダウン、15回のキャッチで107レシーブ獲得ヤードを記録した。

#### 2020年シーズン
このシーズンは101回のキャリーで435ラン獲得ヤード、4ラン獲得タッチダウン、28回のキャッチで193レシーブ獲得ヤード、1レシーブ獲得タッチダウンを記録した。

#### 2021年シーズン

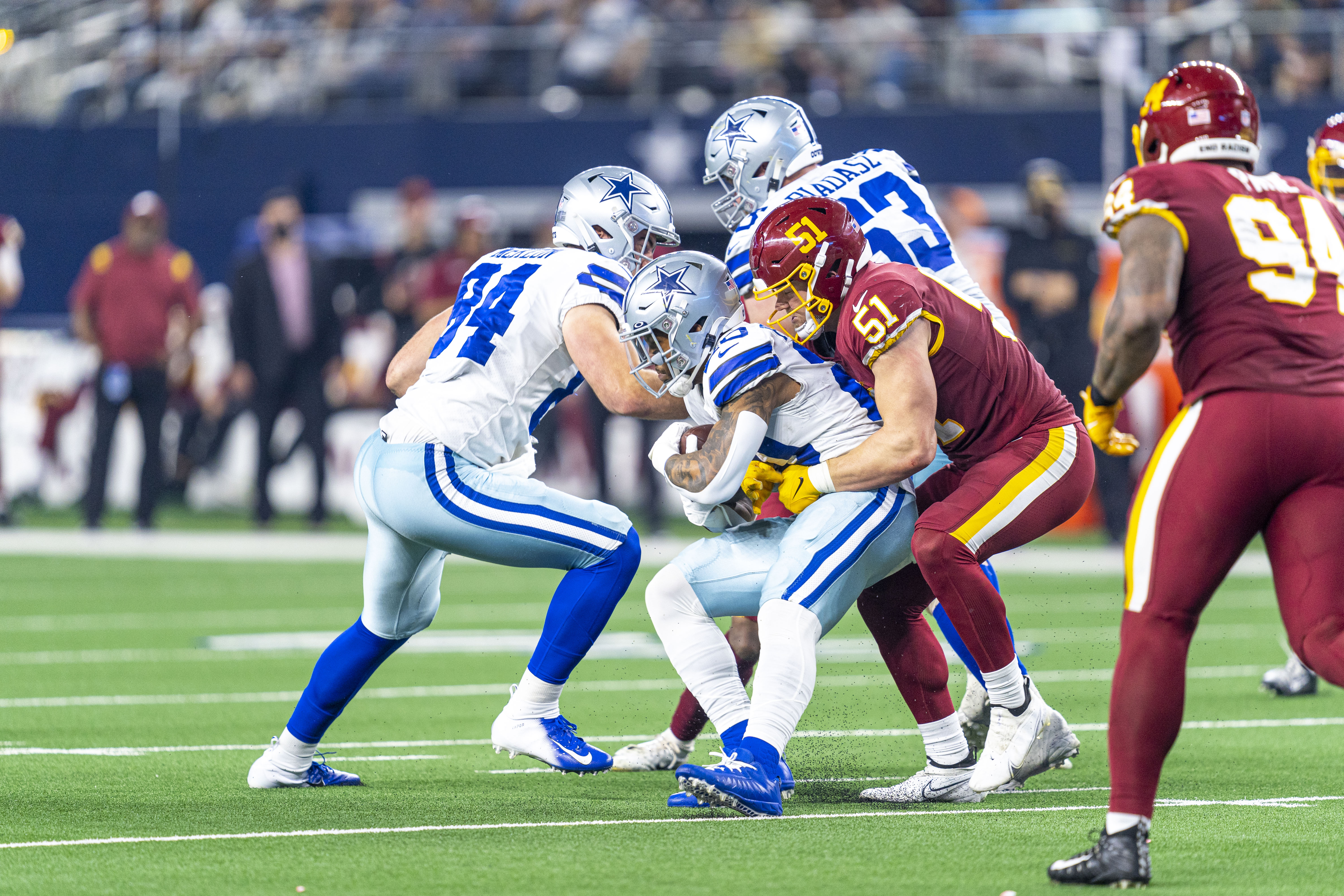
2021年のポラード

このシーズンは130回のキャリーで719ラン獲得ヤード、2ラン獲得タッチダウン、39回のキャッチで337レシーブ獲得ヤードを記録した。

#### 2022年シーズン
レギュラーシーズン第8週のシカゴ・ベアーズ戦では、13回のキャリーで141ラン獲得ヤード、3ラン獲得タッチダウンを記録した。第11週のミネソタ・バイキングス戦では、80ラン獲得ヤード、6回のキャッチで109レシーブ獲得ヤード、2タッチダウンを記録し、NFC週間最優秀攻撃選手賞に選出された。

#### 2023年シーズン
2023年3月6日、カウボーイズはフランチャイズタグに指定した。このシーズンは252回のキャリーで1005ヤードを獲得した。

### テネシー・タイタンズ
2024年3月11日にテネシー・タイタンズと3年2400万ドルで契約を結んだ。

#### 2024年シーズン
いずれも自己最多となる、260回のキャリーで1,079ヤードを獲得した。